# Saint Jean Baptiste (Raphaël)
Pour les articles homonymes, voir Saint Jean-Baptiste (homonymie).
Saint Jean Baptiste  est une peinture à l'huile sur bois (165 × 147 cm), attribuée à l'atelier du peintre Raphaël. Le tableau est conservé à la Galerie des Offices de Florence.

## Histoire
Le tableau a été exécuté vers l'an 1518 à la suite d'une commande du cardinal Pompeo Colonna et offert au médecin florentin Jacopo da Carpi.
Le degré de participation aux travaux de Raphaël est controversé et les historiens d'art estiment qu'il est probable que ce tableau a été exécuté par des assistants de l'atelier de Raphaël d'après une esquisse initiale du maître.
Le tableau considéré comme l'original est conservé à la Galerie des Offices depuis 1589 et a été restauré en 1989.
Il existe de nombreuses copies dont une au Palais du Quirinal et une seconde à la Pinacothèque Nationale de Bologne toutes deux attribuées à Giulio Romano.

## Thème
Dans la théologie et liturgie chrétienne les quatre Évangiles citent, au sujet de Jean le baptiste, la prophétie d’Isaïe : (Is 40, 3) « Voix de celui qui crie dans le désert : rendez droit le chemin du Seigneur ».
L'iconographie chrétienne le représente souvent dans une scène dite « Saint Jean Baptiste au désert ».

## Description
Saint Jean Baptiste est représenté de face pratiquement nu sous un aspect de jeune homme. Il est assis sur un rocher, les pieds en appui différencié (celui de gauche à plat, l'autre en appui sur le talon), habillé uniquement d'une peau de bête tachetée qui passe de sa cuisse droite à son bras gauche; il désigne au spectateur, de son index droit, la croix de la Passion lumineuse située à l'extrémité d'un roseau, à la gauche du tableau. Dans sa main gauche il tient un phylactère et sa tête est surmontée d'une fine auréole dorée.
Près de son pied gauche, en bas à droite du tableau, des racines semblent émerger des orifices d'un crâne humain posé de travers.
Le décor en arrière-plan est plutôt sombre tirant sur le brun, constitué d'un amas rocheux et seul un bout de ciel éclaircit le coin droit sur le haut de la peinture révélant un panorama collinaire et montagneux, derrière un plan d'eau, se perdant au loin dans un ciel clair.

## Analyse
La scène représentée semble exposer la genèse du roseau à extrémité en croix qui est habituellement attribuée au saint dans presque toutes ses représentations dans l'art.
La peau de bête qui le vêt est tachetée en contradiction avec les écrits bibliques qui décrivent une peau de chameau.
Le paysage rocheux et la modélisation du personnage du saint montrent une forte influence de Léonard de Vinci.

## Attribution
Les critiques d'art attribuent le dessin préparatoire à Raphaël et l'exécution plutôt aux disciples de son atelier.

## Sources
- Voir liens externes